# 49 Andromedae
Désignations
49 Andromedae (en abrégé 49 And) est une étoile de la constellation d'Andromède. Elle porte également la désignation de Bayer de A Andromedae, 49 Andromedae étant sa désignation de Flamsteed. Elle est visible à l'œil nu dans de bonnes conditions d'observation avec une magnitude apparente de 5,269. La distance, calculée à partir de son décalage annuel de la parallaxe de 10,4 mas, est de 314 ± 5 a.l. (∼ 96,3 pc). Elle se rapproche du Système solaire avec une vitesse radiale héliocentrique de −11,5 km/s.
Avec un âge estimé à 1,75 milliard d'années, il s'agit d'une étoile géante vieillissante du red clump avec un type spectral de K0 III, indiquant qu'elle génère de l'énergie par la fusion de l'hélium en son cœur. Son spectre présente des raies spectrales « légèrement fortes » du cyanogène. Elle a 2,07 fois la masse du Soleil et s'est étendue à 11 fois le rayon du Soleil. L'étoile rayonne 71 fois la luminosité du Soleil à partir de sa photosphère avec une température effective de 4 879 K.